# ふるさとのささやき 〜新久留米市の歌〜
「ふるさとのささやき 〜新久留米市の歌〜」（ふるさとのささやき しんくるめしのうた）は、福岡県久留米市が制定した2曲の市歌のうち1曲である。作詞・長門石晶子、作曲・藤井フミヤ、編曲・増本直樹。

## 解説
久留米市では1951年（昭和26年）に前年のNHK福岡放送局開局20周年を記念して福岡市の「福岡市の歌」および大牟田市の「大牟田市の歌」と合同で選定された「久留米市の歌」（作詞：花岡俊躬、作曲：團伊玖磨）が市歌として存在していた。
平成の大合併において久留米市は浮羽郡田主丸町、三井郡北野町、三潴郡城島町および三潴町の3郡4町を編入合併したが、久留米広域合併協議会に参加した1市4町で公的な自治体歌を制定していたのは久留米市のみで他4町は音頭や小唄等の作成に留まっていたことから、従来の「久留米市の歌」の扱いが議論となった。新設合併方式でなく従前の地方公共団体の法人格が維持される編入合併方式が採用されたため、合併後の市歌の扱いについての取り決めを行わなかった場合は自動的に「久留米市の歌」が存続することになっていたが、協議会では次のように結論付けられた。
新市の歌は、「久留米市の歌」を引き継ぐとともに、新市としての新しい市歌を合併に向けて検討する。また、各町の歌は基本的に地域の歌として従来どおり活用していく。—協定項目番号19 慣行の取扱い（久留米広域合併協議会, 2003年12月6日）
従来の「久留米市の歌」との代替わりとしなかったことに対しては父親の團伊能がブリヂストン創業者の石橋幹一郎と姻戚関係にあり、自身も後年に合唱曲「筑後川」を発表するなど生前に久留米市と関係が深かった團伊玖磨が作曲した市歌を廃止することに対して「市が無くなるわけではない」と久留米市側の異論が強く「今までの歴史を残しつつ、新しい市としてやっていこう」として存続が決定され、合併後は新市歌と合わせて2曲が並立することになった。
合併協定書の調印完了後は直ちに新市歌の作成作業が始まり、久留米市告示第48号（平成17年2月5日施行）で制定された、久留米市出身の歌手で元チェッカーズボーカルの藤井フミヤが最初に曲を作りその曲に合わせた歌詞を懸賞募集すると言う、歌詞を先に決めてから作曲を行う一般的な自治体歌の作成工程とは逆の手法が採用された。全国から寄せられた約1,400件の応募の中から、久留米市在住の市民による歌詞が採用された。
完成した「新久留米市の歌」は2005年（平成17年）2月4日に完成、合併当日の2月5日に披露された。